# Lulu Hurst
Lula Hurst Atkinson, conocida artísticamente como Lulu Hurst (Condado de Polk (Georgia), 1869 – 13 de mayo de 1950) fue una ilusionista estadounidense y primera de las Georgia Wonder Girls, de finales del siglo XIX, cuyo espectáculo implicaba proezas de fuerza. También se le conoció como «Wonder», «Georgia Wonder», «Electric Girl» y «Laughing Lulu Hurst». Sus actuaciones, como la prueba del levantamiento de pesos pesados, la prueba del paraguas y la prueba del equilibrio, eran trucos de magia realizados mediante la desviación de la fuerza. Hurst hacía que los voluntarios perdieran el equilibrio, tropezaran en el escenario y cayeran sobre multitudes y objetos colocando sus manos sobre objetos innatos. En particular, Hurst pedía a hombres fuertes que sostuvieran paraguas, bastones, sillas y tacos de billar mientras estaban en el escenario.
Las Georgia Wonder Girls eran espectáculos anteriores al vodevil en los que las jóvenes realizaban proezas de fuerza, normalmente enfrentadas a hombres. Utilizaban técnicas de fulcro y palanca para levantar a hombres pesados en sillas, arrancar palos de nogal de las manos de hombres fuertes y otras similares. Había variaciones del acto que incluían pruebas de equilibrio. Hurst tenía 15 años cuando empezó a actuar y fue la iniciadora del fenómeno. La segunda fue Mattie Lee Price y le siguió Dixie Haygood, cuyo nombre artístico era Annie Abbott, ambas eran ilusionistas y realizaban números casi idénticos.

## Trayectoria
Su padre, se alistó en el Ejército Confederado de Tennessee, un estado dividido, cuando tenía diecisiete años. Resultó herido en la batalla de Murfreesboro (Tennessee). Su tío se alistó en el Ejército de la Unión de Tennessee y ambos se enfrentaron en Atlanta el 22 de julio de 1864. La compañía de su padre capturó a su tío y éste fue deportado a la prisión de Andersonville. Una vez finalizada la guerra, su padre regresó a Athens, en el este de Tennessee, donde descubrió que su casa había sido incendiada. Se trasladó al Condado de Polk (Georgia), donde conoció a la madre de Hurst en Ceder Valley, allí nació, en 1869 con el nombre de Lula, pero era más frecuente que la llamaran Lulu.  Fue educada en casa por su madre, una exalumna del Mary Sharp College, hasta los diez años, cuando se mudó a Cedartown para asistir a las escuelas públicas en Rome, Georgia. La familia Hurst se mudó a cinco millas de Cedartown a una plantación en Cedar Valley, donde asistió a la escuela pública. En 1885, el abuelo de Hurst, profetizó que la Batalla de Armagedón ocurriría en 1932.
Hurst proclamó que obtuvo poderes ocultos el 18 de septiembre de 1883, a la edad de catorce años, por una tormenta eléctrica en su plantación en Cedar Valley. Escuchó y creó un sonido constante de estallido causado inicialmente por la sobrecarga de actividad eléctrica en la atmósfera. La familia invitó a más de veinte vecinos a escuchar los sonidos la noche siguiente. Muchos creyeron que el ruido era una fuerza misteriosa. Su casa fue etiquetada como embrujada, y la gente tenía miedo de acercarse. La familia Hurst recibió visitas desde Roma, Cartersville y Atlanta para presenciar sus poderes ocultos. Hurst hacía temblar objetos incontrolablemente con sus manos. La casa de la familia Hurst recibió a cientos de visitantes. A su padre, baptista, no le gustaba la idea de que actuara en un escenario, pero Hurst lo convenció. 
| Pruebas de fuerza de silla |
| --- |
| - La prueba de levantamiento de pesas pesadas - Intento de dos o más hombres de forzar una silla a caer al suelo mientras Hurst coloca las manos encima - Intentar sostener la silla mientras Hurst Hands está sobre ella |
| Taco o bastón de billar |
| - La prueba del equilibrio - Fuerza hacia el suelo a través de la palma abierta - Intento de sostener un objeto directo mientras la mano de Hurst está sobre él                                                           |
| Otras pruebas |
| - Prueba del paraguas - Rapeo de mesa extraño o rap espiritual - Intento de sostener un objeto directo mientras la mano de Hurst está sobre él                                                                            |

Hurst surgió en 1884 como primera chica eléctrica de Estados Unidos y segunda del mundo. Angélique Cottin, una médium, había realizado actos escénicos similares en París en 1846. En su primera exhibición pública, el aforo se llenó y se ganó el apodo de «Wonder». Hurst realizó varias pruebas, entre ellas la demostración de su capacidad para limitar la energía muscular de hombres fuertes utilizando sus manos como fuerza opuesta. Los hombres fuertes perdían el equilibrio y se caían, derribando a la gente del público. Se ganó el nombre de Laughling Lulu Hurst porque se reía todo el tiempo que estaba en el escenario.  Proporcionaba a los hombres fuertes objetos innatos como un bastón, una silla y un paraguas. El bastón era el que más luchaba y acababa en trozos retorcidos. La silla empezaba a vibrar con la fuerza acumulada. El paraguas giraba y corría por la habitación con más fuerza que la silla. Bajo el nombre artístico de «Georgia Wonder» o «Laughing Lulu», se especializó en demostraciones de gran fuerza física. Su número consistía en hacer que varios hombres sujetaran un objeto (como una silla o un poste) y, a continuación, mover el objeto y a los hombres que lo sujetaban con un toque aparentemente ligero.
Hurst conoció a su futuro marido y mánager, Paul M. Atkinson, durante su actuación en Madison (Georgia). Atkinson la presentó al público como la «Doncella Eléctrica».

El 5 de julio de 1884, con quince años, pasó cuatro horas en la habitación de un hotel siendo examinada por los doctores Seth N. Jordan, George Grime y Carlisle Terry. Reveló que tenía una inteligencia normal, medía 1,70 m, pesaba 75 kg y poseía una fuerza muscular normal. Hurst realizó sus números de los paraguas y las sillas ante los doctores que la atendieron, quienes descubrieron que su fuerza oculta sólo funcionaba con un esfuerzo muscular vivo.
En 1884, viajó con sus padres a la ciudad de Nueva York para representar su número. Según la prensa, Hurst rompió paraguas y bastones con sus manos. Actuó en el Wallack Theater de Nueva York. Apareció en el artículo del Telegram que siguió a su actuación en la que el profesor J.M. Laflin, el «Atleta Campeón del Mundo» y el inventor del aparato de remo de salón apareció en el escenario.  Hurst se colocó dos dedos y un pulgar en las manos mientras intentaba levantar una silla del suelo, pero fue incapaz de despegarla un palmo del escenario. Laflin sostenía un taco de billar en las manos y, con los músculos en tensión, empezó a balancearse, tambalearse y luego a moverse violentamente por el escenario. Se cayó derribando las sillas  en un rincón.
Apareció Mattie Lee Price y en 1885, Dixie Haygood conocida como Annie Abbot, de Milledgeville, comenzaron a realizar actos similares en algunas partes de Georgia. Abbot levantaba 1 000 libras. Los promotores intentaron que ambas artistas compitieran en el escenario.

Sus actuaciones fueron muy populares a principios de la década de 1880, atrayendo a multitudes en grandes ciudades como Atlanta, Nueva York, Indianápolis, y Chicago. Hurst fue capaz de levantar de una mesa un sombrero al revés colocando sus manos sobre el objeto con su fuerza. Sólo actuó durante dos años, antes de cancelar una gira europea prevista y retirarse en 1885 (a los 16 años). Su última actuación fue en Knoxville, Tennessee.

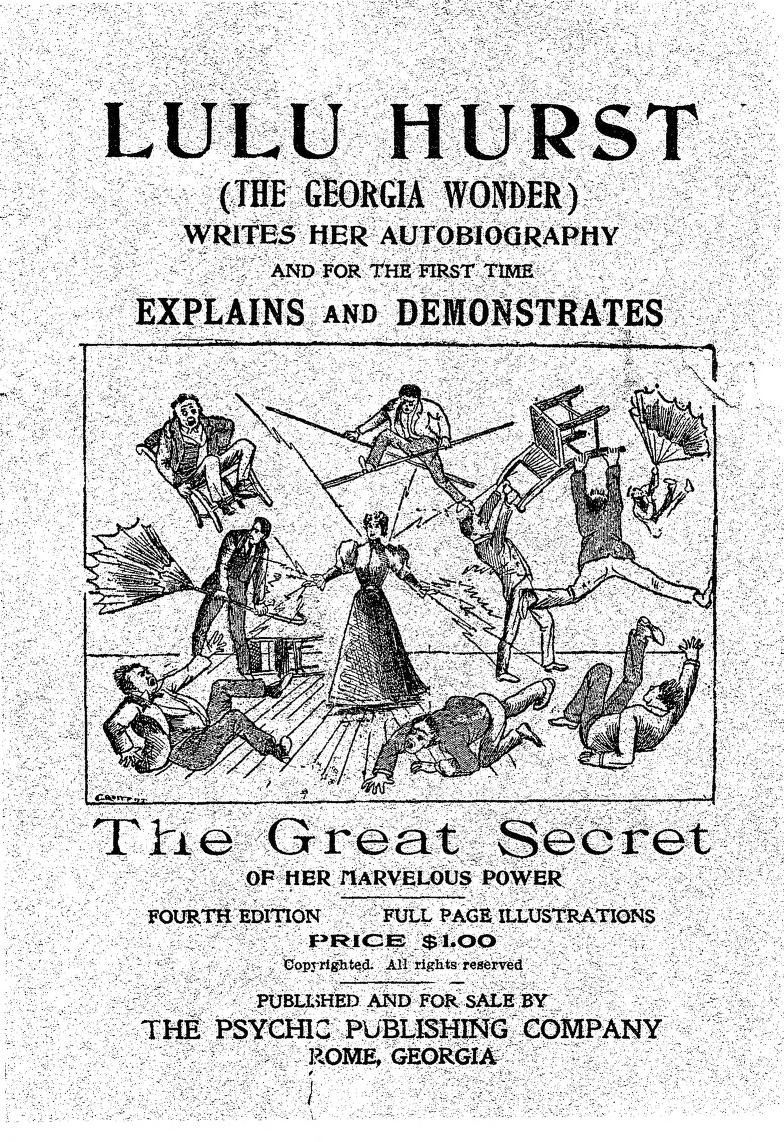
Imagen de portada de la autobiografía de Lulu Hurst

Hurst dejó los escenarios a los dieciocho años. Poco después de su retirada, se casó con su antiguo mánager. Desapareció de la vida pública hasta la publicación de su autobiografía en 1897: Lulu Hurst (The Georgia Wonder) writes her Autobiography. En la que admitió más tarde que, sus poderes «sobrenaturales» se debían en realidad a la aplicación juiciosa de la mecánica corporal y la desviación de la fuerza, aunque afirmó que durante su adolescencia había creído que eran auténticos.

Murió en 1950. En su lápida estaba su nombre de pila Lula. Su marido murió en 1931. Hurst, su marido y sus hijos están enterrados en el cementerio de Madison en Georgia.

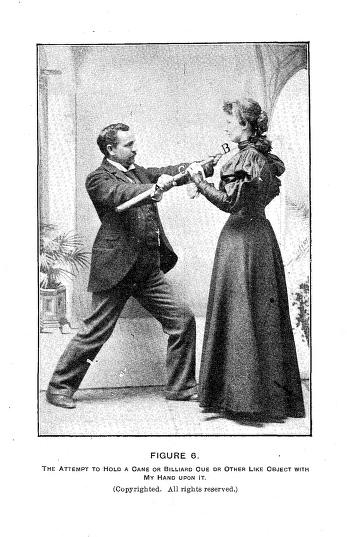
Una persona debe permanecer de pie mientras sostiene un objeto después de que Hurst coloca sus manos sobre él.

## Controversias
Nelson W. Perry proclamó en 1891 en el Telegraphic Journal and Electrical Review que Hurst esperaba a que la persona más fuerte se esforzara e inesperadamente cambiaba de dirección para hacer que esa persona perdiera el equilibrio. El ilusionista Harry Houdini pensaba que Hurst ocultaba su habilidad para realizar el método de la palanca y el fulcro con suficiente pericia como para engañar al público haciéndole creer que tenía un poder sobrenatural. Popular Mechanics afirmó que ejerció el "teorema del pivote y el fulcro de la física".
Joe Nickell investigó a Hurst y descubrió que su uso de la desviación de la fuerza era un uso común de "principios y trucos físicos". Nickell creía que se consideraba una médium poderosa.

## En la ficción
Jessica Handler escribió La chica magnética: Una novela, en 2019.